# Saint-Martin-des-Prés
Saint-Martin-des-Prés (tiếng Breton: Sant-Varzhin-Korle) là một xã của tỉnh Côtes-d’Armor, thuộc vùng Bretagne, tây bắc Pháp.

## Dân số
Người dân ở Saint-Martin-des-Prés được gọi là Martinais.